# Hebecnema umbratica
Hebecnema umbratica este o specie de muscă din familia Muscidae.  Este una dintre cele mai importante specii din genul Hebecnema.